# Гуревич, Лазарь Наумович
Лазарь Наумович Гуревич (23 февраля 1921, Керчь — 6 августа 1984, Москва) — заслуженный тренер СССР по гандболу.
До и после войны выступал за баскетбольные команды «Динамо» Харькова и Москвы.
Тренировал команды по гандболу: мужскую МИФИ, женскую «Труд» (затем «Луч») и сборную СССР.
Кубок Европейских Чемпионов в 1964 году с «Трудом» стал первой победой советского клубного гандбола на международной арене под руководством Лазаря Гуревича.
Лазарь Гуревич около 20 лет тренировал московский клуб «Луч», выиграв с командой в 1962—1965 годах чемпионат СССР (7 х 7), так же неоднократно занимал с командой призовые места.
Похоронен на Головинском кладбище в Москве.